# Mantelvisjes
Appendicularia of mantelvisjes is een klasse binnen de Tunicata (manteldieren).
Deze manteldieren zijn gekenmerkt door het permanente bezit van een staart. Bovendien kunnen ze een slijmhuisje maken. De soorten die voorkomen in Nederland zijn klein en worden daarom vrijwel alleen met planktonmonsters verzameld.
In Nederland komen de volgende soorten voor:
- Fritillaria borealis Lohmann, 1896
- Oikopleura dioica Fol, 1872
- Oikopleura labradoriensis Lohmann, 1896

## Taxonomie
- Klasse: Appendicularia (Mantelvisjes)
  -  Orde: Copelata
    - Familie: Fritillariidae
    - Familie: Kowalewskiidae
    -  Familie: Oikopleuridae